# Gai Cetroni
Gai Cetroni (en llatí Caius Caetronius) va ser legat a la Legio I Germanica en temps de l'emperador Tiberi l'any 14.
Va esclatar un motí entre els soldats, que ben aviat se'n van penedir i van portar als caps de la revolta carregats de cadenes davant Gai Cetroni. Aquest va inventar una nova manera de castigar els acusats: una assemblea popular formada per les legions I i XX declarava als acusats, que se situaven en un lloc elevat perquè els veiés tothom, culpables o innocents i si eren culpables eren executats allí mateix pels legionaris.